# Get Naked (I Got a Plan)
"Get Naked (I Got a Plan)" [em português: "Fique Nu (Eu Tenho um Plano)"] é uma canção da cantora pop estadounidense Britney Spears incluída no seu quinto álbum de estúdio Blackout. A canção foi composta por Marcella Araica e Nate Hills (Danja), que também produziu a canção e participou nos vocais. "Get Naked (I Got a Plan)" é uma das mais eróticas do álbum e foi interpretada por Britney na turnê de 2009 The Circus Starring: Britney Spears.

## Sobre a canção
"Get Naked (I Got a Plan)" vazou na Internet com o nome "We Can Do It" em 6 de outubro de 2007, 19 dias antes do lançamento do álbum. A faixa só foi divulgada na turnê de 2009, a The Circus Starring: Britney Spears. Na letra há um forte jogo de sedução sem constrangimento nenhum entre  Britney e Danja. Os dois durante uma festa, trocam convites com ideias eróticas. O desejo pela nudez está por toda a música. "Ela quer dançar, ela quer dançar, ela quer dançar", Danja disse sobre a faixa. "É tudo o que ela quer dizer. Ela só queria música com alta energia e foi o que fizemos."
As músicas eróticas do álbum, como "Get Naked (I Got A Plan)" e "Perfect Lover" continuam seguem o caminho começado com as canções "Breathe on Me" e "Touch of My Hand", do álbum anterior, porém com versos mais obscuros e insanos, servindo de tema para os momentos problemáticos que Britney estava passando na época.

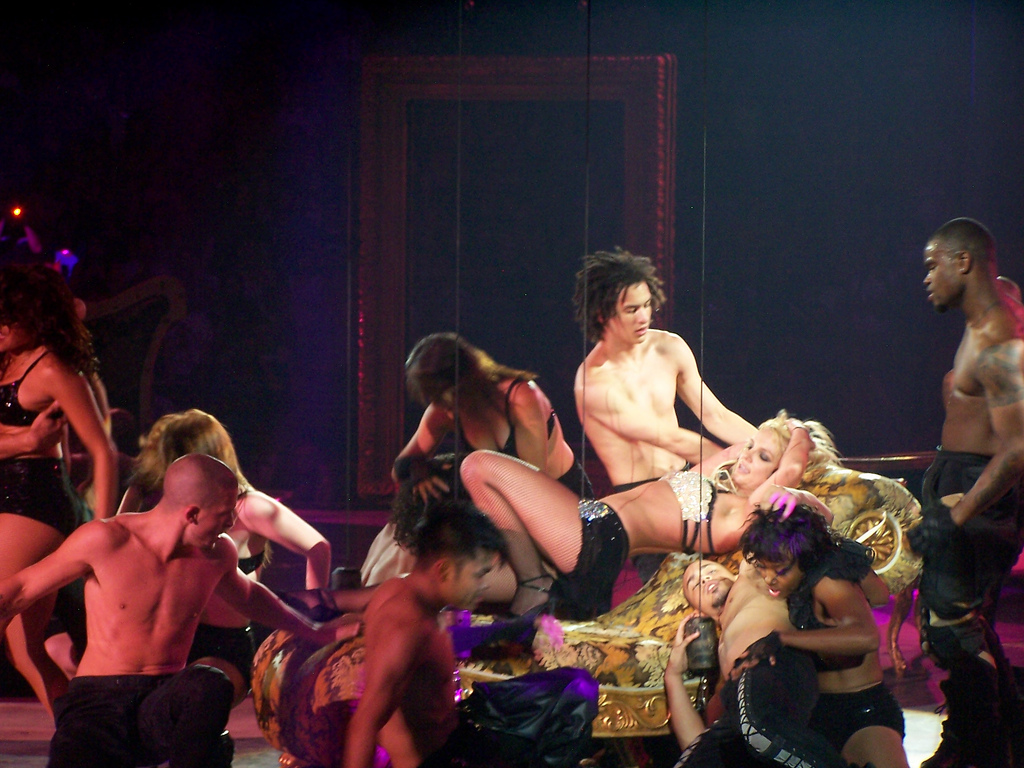
Britney executando a canção em sua turnê.

## Créditos
Composta por: Nate Hills (Danja) e Marcella Araica

Produzida por: Danja

Gravada por: Marcella Araica

Mixada por: Marcella Araica

Vocal principal: Britney Spears / Danja

Backing Vocals: Corte "The Author Ellis

## Ligações Externas
- Site oficial de Britney Spears BritneySpears.com